# قطعنامه ۱۶۴ شورای امنیت
قطعنامه ۱۶۴ شورای امنیت سازمان ملل متحد که در تاریخ ۲۲ جولای ۱۹۶۱ تصویب شد، سندی بین‌المللی دربارهٔ شکایت تونس است. این قطعنامه طی نشست ۹۶۲ام با ۱۰ موافق، ۰ مخالف و ۰ ممتنع تصویب شد.